# Fire Within
Albums de Birdy
Birdy
(2011) Beautiful Lies
(2016)

Fire Within est le 2e album de la chanteuse Birdy sorti le 16 septembre 2013 aux États-Unis et le 23 septembre 2013 en France.

## Liste des titres
1. Wings
2. Heart of Gold
3. Light Me Up
4. Words As Weapons
5. All You Never Say
6. Strange Birds
7. Maybe
8. No Angel
9. All About You
10. Standing in the Way of Light
11. Shine